# جک بارنز (بازیکن فوتبال اهل انگلستان)
جک بارنز (انگلیسی: Jack Barnes; ۲۸ آوریل ۱۹۰۸ – ۱ آوریل ۲۰۰۸) بازیکن فوتبال اهل بریتانیا بود.
از باشگاه‌هایی که در آن بازی کرده‌است می‌توان به باشگاه فوتبال یورک سیتی، باشگاه فوتبال آترستون تاون، باشگاه فوتبال اکستر سیتی، باشگاه فوتبال کاونتری سیتی، باشگاه فوتبال واتفورد، و باشگاه فوتبال والسال اشاره کرد.